# ميلاد نجم (فلم)
ميلاد نجم  (بالإنجليزية: A Star Is Born) هو فيلم دراما تم إنتاجه في الولايات المتحدة وصدر في سنة 1976.

## طاقم التمثيل
- باربرا سترايساند
- كريس كريستوفيرسن
- غاري بوسي

### ترشيحات وجوائز
| السنة | الحدث  | الفئة      | النتيجة |
| ----- | ------ | ---------- | ------- |
|       | أوسكار | أفضل أغنية | فوز     |

## الميزانية والإيرادات
بلغت تكلفة إنتاج الفيلم حوالي 6 ملايين دولار بينما حقق أرباحا تقدر بـ 80,000,000 دولار.

## وصلات خارجية
- مقالات تستعمل روابط فنية بلا صلة مع ويكي بيانات